# Oskar Johansson
Oskar Alexander Patrick Johansson – szwedzki zapaśnik walczący w stylu klasycznym. Zajął piętnaste miejsce na mistrzostwach Europy w 2021. Srebrny medalista mistrzostw nordyckich w 2021 i brązowy w 2019 roku.